# Бюллетень УСЭ
Бюллетень УСЭ — непериодический орган Главной редакции «Украинской Советской Энциклопедии» под председательством Николая Скрипника. Вышло три номера (№ 1 — апрель 1931; № 2 — сентябрь 1931; № 3 — январь 1932). Ответственный редактор А. Геттлер. Тираж — 3 тыс. экземпляров. (№ 2, 3). Бюллетень № 1 содержал редакционные статьи «Задача бюллетеня»; речь Николая Скрипника «Украинская советская энциклопедия — это наше пролетарское оружие» на заседании редакционного бюро «УСЭ» 4 декабря 1930 года; статьи Л. Кленовича — «К методологии плана УСЭ», М. Наконечного — «К лингвистическому оформлению УСЭ»; текущую редакционную информацию. В Бюллетене № 2 опубликованы статьи Л. Кленовича — «К плану первых томов УСЭ», М. Годкевича — «Библиография в УСЭ», А. Геттлера — «Используем опыт БСЭ», А. Биленького — «Полиграфическое оформление и иллюстрации УСЭ», В. Юльского — «Учёт и комплектование»; редакционные сообщения. Бюллетень № 3 вышел с подзаголовком — «К юбилею 60 годовщины со дня рождения и 35 лет революционной деятельности Главного Редактора Украинской Советской Энциклопедии Н. А. Скрипника». Также давал информацию о жизни и деятельности Н. Скрипника, статью М. Наконечного «Новый этап в развитии литературного украинского языка и Н. А. Скрипник», а также сообщал о текущей работе редакции «УСЭ».
В 1934 году в условиях обострения репрессий против представителей украинской культуры и науки, работа над энциклопедией была прекращена.